# Натан Гановер
Натан Нета Гановер  (1610 — 14 липня 1683) — єврейський рабин, талмудист та кабаліст раннього нового часу. Проповідник, мемуарист, містик. Уродженець Волині, міста Заслава. Автор праці «Глибокий мул», в якій описав причини і перебіг страждань українських євреїв у часи Хмельниччини. Помер в Моравії, в містечку Угерський Брод.

## Біографія
Походить з родини рабина Моше Гановера. Певний час жив на утриманні тестя — заславського купця Авраама. Сповідував так звану «практичну кабалу» (в тлумаченні Ісаака Лурія (1536—1572)). Проповідувати почав у Великій синагозі Старого Заслава. Внаслідок подій повстання Богдана Хмельницького Натан Гановер створює твір «Глибокий мул» (Венеція, 1653). В ньому описані жахи винищення єврейської громади. Мандрує на захід Європи проповідуючи в синагогах Німеччини, Нідерландів і врешті Італії, де інтеґрується до кола венеційських та ліворнських кабалістів. Тоді ж впорядковує гебрейсько-німецько-латинсько-італійський словник «Ясна мова» (Сафа брура) (Прага, 1660). Згодом подається до Молдови. Був рабином спочатку в Ясах, потім — у Фокшанах. На початку 1670-х років Натан Ганновер переїздить до містечка Угерський Брод в Моравії, де й гине під час нападу на це містечко угорського загону куруців.